# Taler Johann Friedrichs des Großmütigen nach seiner Gefangenschaft

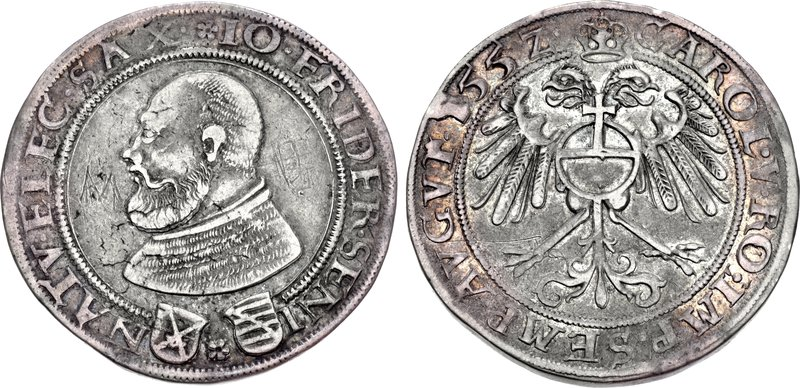
Taler Johann Friedrichs des Großmütigen nach seiner Gefangenschaft von 1552 aus der Münzstätte Saalfeld (Schrötlingsrisse; Silber; Durchmesser 40 mm; 28,42 g)

Der Taler Johann Friedrichs des Großmütigen nach seiner Gefangenschaft ist sein erster Taler nach dem Kurwürdenwechsel. Er wurde mit den Jahreszahlen 1552 und 1553 in Saalfeld geprägt. Die Vorderseite zeigt das Bildnis des ernestinischen Herzogs Johann Friedrich des Großmütigen von Sachsen. Die ungewöhnlich gestaltete Rückseite zeigt anstatt des sonst üblichen sächsischen Gesamtwappens einen doppelköpfigen Reichsadler. In dieser Ausführung ließ der Herzog auch Doppeltaler, Halbtaler und Vierteltaler prägen. Doppeltaler und Talerteilstücke sind sehr selten.

## Geschichte und Münzgeschichte

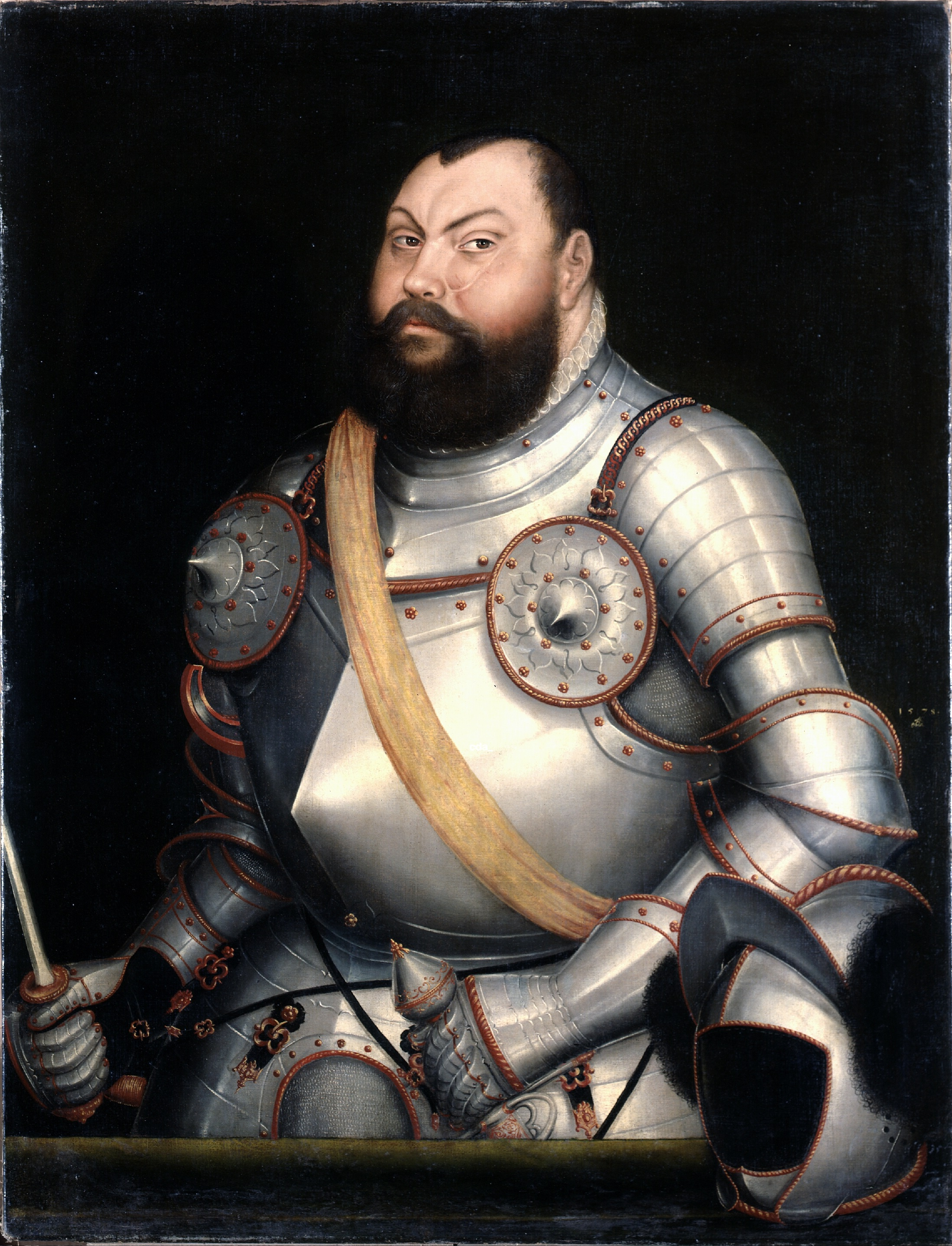
Kurfürst Johann Friedrich der Großmütige mit der vernarbten Wunde. Gemälde von Lucas Cranach d. J.

Johann Friedrich der Großmütige von Sachsen (1532–1547–1554) war als Kurfürst und Haupt des gegen Kaiser und Katholizismus geschlossenen Schmalkaldischen Bundes den kaiserlichen Truppen in der Schlacht bei Mühlberg unterlegen. Daraufhin hatte der Herzog an seinen albertinischen Vetter Moritz (1541–1547–1553), der zur Niederlage und Gefangennahme Johann Friedrichs beitrug, die Kurwürde abtreten müssen. Sie wurde am 24. Februar 1548 dem neuen Kurfürsten übertragen. Mit dem Kurland hatte Johann Friedrich auch die Münzstätten Schneeberg und Buchholz verloren.
Der vom Kaiser Karl V. zum Tode verurteilte ernestinische Kurfürst wurde nach fünfjähriger kaiserlicher Haft entlassen. Die Freilassung erfolgte, weil Moritz von Sachsen, der zwar dem Kaiser im Schmalkaldischen Krieg geholfen hatte, sich aber 1552 im von ihm geführten Fürstenkrieg gegen den Kaiser wandte und ihn militärisch in Bedrängnis brachte.
Auf Johann Friedrichs neuen Talermünzen ist in der Umschrift sein Titel mit „geborener Kurfürst“ (natus Elector) ergänzt worden. Unter seinem Münzbildnis ließ er dementsprechend ein kleines Wappenschild mit den Kurschwertern neben dem herzoglich-sächsischen Schild aufprägen. Die Münzen ließ Johann Friedrich in Saalfeld von Münzmeister Gregor Einkorn ohne Münzmeisterzeichen prägen.

### Tentzels Erklärungen (1705)

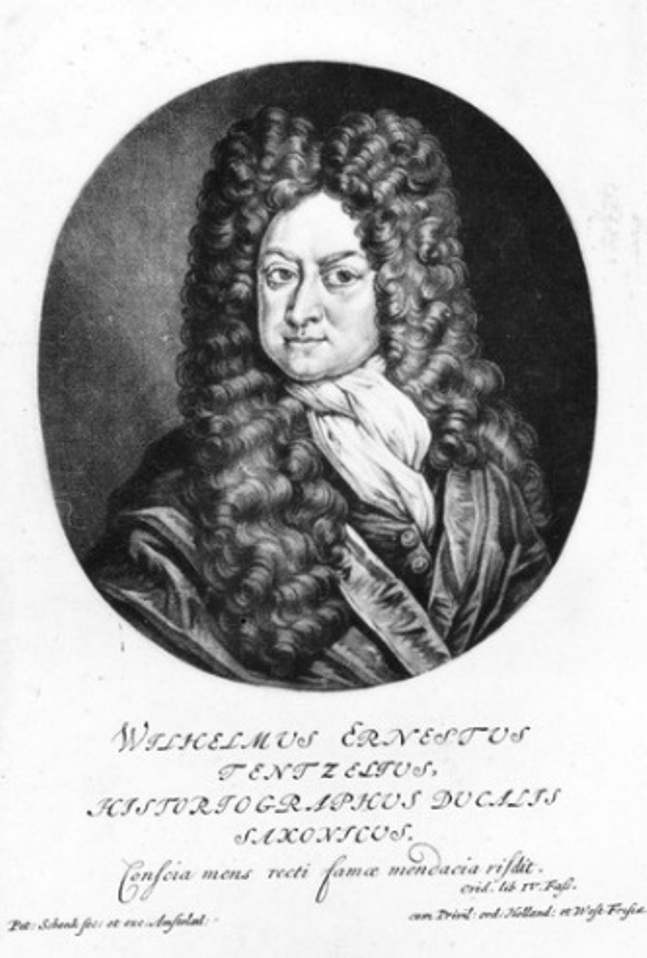
Der Polyhistor Wilhelm Ernst Tentzel.

Die Talermünzen zeigen, so Wilhelm Ernst Tentzel,

„so wohl / als die kleineren des Chur-Fürsten Brust-Bild nach der linken Seite zu / mit der Schramme / um dieses Andenken der Gefangenschafft iederzeit zu erhalten.“

Die vernarbte Wunde auf der Wange des Herzogs stammt aus der Schlacht bei Mühlberg.
Auf dem Revers, so Tentzel, ist der doppelte Reichsadler,

„an dessen Brust der Reichs-Apfel / über dem Haupte die Crone / mit umschriebenem Nahmen und Titulen Kayser Carls des Fünfften / und der Jahres-Zahl 1552. Wodurch dann Marckgraff Albrechs zu Brandenburg droben vermeldete Klage etwas gemäßiget worden / indem der gebohrene Chur-Fürst nicht nur des Kaysers Titul […] / sonder auch sein Brust-Bild darauf gesetzet / welches ihm mehr zu Ehren / fast wie sein Vetter / Friedrichen dem Weisen / als zum Nachteil gereichet hat.“

Die von Tentzel genannte „droben vermeldete Klage“ Markgraf Albrechts von Brandenburg ist auf den vorher geprägten Taler der Söhne Johann Friedrichs des Großmütigen während seiner Gefangenschaft bezogen. In Markgraf Albrechts „Ausschreiben“ ist unter anderen „Beweißthümern der unterdrückten Teutschen Freyheit“ dieser sächsische Taler mit dem Bildnis Kaiser Karls V. von 1551 genannt, mit der provokatorischen Bemerkung: „Also wird der Chur- und Fürsten ihr Bildniß auf die Münze geschlagen verboten.“ Die Augsburger Reichsmünzordnung von 1551, auf die sich Albrechts Aussage bezieht, wurde von den deutschen Ständen nicht angenommen.
Urkundliche Nachweise für den Grund der außergewöhnlich gestalteten Münzbilder auf den sächsischen Talern sind nicht bekannt. Der Universalgelehrte Wilhelm Ernst Tentzel bezieht sich bei seinen Erklärungen auch auf Friedrich Hortleder (* 1579; † 1640).

## Münzbeschreibung
Den Taler Johann Friedrich des Großmütigen von Sachsen, den der Herzog nach seiner Haft prägen ließ, stammt aus der Münzstatte Saalfeld und wurde ohne Münzmeisterzeichen geprägt. Der Münzmeister Johann Friedrichs war Gregor Einkorn.

### Vorderseite
Die Vorderseite zeigt die geharnischte Büste Johann Friedrichs, darunter zwei kleine Wappenschilde, das Kurwappen (des „geborenen Kurfürsten“) und das Wappen des Herzogtums Sachsen. Die von Tentzel genannte Schramme ist im Bildnis trotz der Schrötlingsrisse sichtbar.
- Umschrift: IO(hannes) • FRIDER(icus) • SENI(or) – NATV(s) • ELEC(tor) • SAX(oniae) •
  - Übersetzung: Johann Friedrich, geborener Kurfürst von Sachsen.

### Rückseite
Auf der Rückseite ist ein doppelköpfiger und bekrönter Reichsadler mit einem Reichsapfel auf der Brust zu sehen. In der Umschrift wurde der Titel des Kaisers Karl V. verwendet. Der Adler entspricht im Wesentlichen der Vorgabe für die Reichsmünzordnung des Augsburger Reichsabschiedes von 14. Februar 1551, die Kaiser Karl V. am 28. Februar des gleichen Jahres verkünden ließ. Da der Beitritt zur Reichsmünzordnung jedoch noch nicht erfolgt war, kann sowohl der Reichsadler als auch die Umschrift mit dem Kaisertitel als ein Bekenntnis zu Kaiser und Reich verstanden werden. Wie vorher erwähnt, wurde die Augsburger Reichsmünzordnung von 1551 von den deutschen Ständen nicht angenommen.
- Umschrift: CAROL(us) • V • RO(manorum) • IMP(erator) • SEMP(er) • AVGV(s)T(us) • 1552
  - Übersetzung: Karl V., allzeit erhabener römischer Kaiser.